# Janez Vajkard Valvasor
Janez Vajkard Valvasor (slov. Janez Vajkard Valvasor, njem. Johann Weichard Valvasor; Ljubljana, mjeseca svibnja 1641.; kršten 28. svibnja – Krško, vjerojatno mjeseca listopada, danima prije 16. studenoga 1693.), kranjski plemić, geograf, polihistor, povjesničar, topograf, etnograf, kartograf, crtač i član Londonskoga kraljevskoga društva za unaprjeđenje prirodnih znanosti. Pionir proučavanja krša.

## Životopis

### Mladost, obrazovanje i obitelj
Janez se Vajkard Valvasor rodio na Starom trgu u Ljubljani. Roditelji su mu bili Ana Marija rođ. barunica Ravbar (Anna Maria Raubar odnosno Rauber) i zemaljski odbornik Jernej (Bartolomej) Valvasor, potomak stare plemićke obitelji iz Bergama u Italiji. Valvasorov otac bio je vlasnik gospodstava Gamberka i Medije u Izlakama kod Zagorja ob Savi, gdje je mladi Valvasor proživio svoje djetinjstvo, skupa sa šesnaestero braće i sestara. Janez (stariji hrvatski izvori navode ga pod imenom Ivan) Vajkard bio je dvanaesto dijete u obitelji.
Gimnaziju je završio kod isusovaca u Ljubljani. Prema tadašnjem plemićkom običaju dopunjavao je svoje znanje i skupljao iskustva na putovanjima po inozemstvu (Njemačka, Sjeverna Afrika, Francuska, Švicarska) te u vojnim službama, pa je 1663. i 1664. sudjelovao u ratovima protiv Turaka.
Kad se 1672. vratio u domovinu, kupio je utvrde Bogenšperk (Wagensburg), Črni potok i već porušeni grad Lichtenberg, kao i kuću u Ljubljani. Iste se godine (10. srpnja 1672.) i prvi put oženio s Anom Rosinom pl. Graffenweger, a po njezinoj smrti i s Anom Maksimilom barunicom Zetschker (20. srpnja 1687.).
Imao je ukupno trinaestero (jedanaestero) djece, od kojih je petero umrlo u djetinjstvu. Umro je u 53. godini starosti u Krškom. Drži se da je pokopan u obiteljskoj grobnici u Izlakama ili u Krškom.

### Polihistor
Premda je pozivom bio vojnik, veći dio svoga života posvetio je znanosti, kolekcionarstvu i proučavanju Vojvodstva Kranjske, središnjeg dijela današnje Slovenije. Za njim je ostalo opširno znanstveno djelo, pisano na latinskom i njemačkom jeziku. Bio je jedan od prvih sustavnih kartografa, a prvi se počeo baviti bakrotiskom te utemeljio tiskaru. O njegovu obrazovanju i bogatstvu svjedoči i velika knjižnica, u kojoj je imao sva tada značajna znanstvena djela. Skupljao je instrumente, stari novac, te razne zanimljivosti. U svojim je djelima nastojao pisati objektivno, iako ga je snažno obilježila vjera u vraga, vještice i sl. Troškovi njegovih djelatnosti prelazili su Valvasorove financijske mogućnosti, pa je 1692. rasprodao većinu svoga vlasništva. Njegovu knjižnicu i grafičku zbirku kupio je zagrebački biskup Aleksandar Ignacije Mikulić i time utemeljio Metropolitansku knjižnicu.

### Proučavanje Cerkniškog jezera
Izučavanje Cerkniškog jezera predstavlja jedan od vrhunaca Valvasorova znanstvenog rada. Cerkniško je jezero zbog svoga presušujućeg djelovanja od davnine bunilo duhove i poticalo razna domišljanja o ustroju toga fenomena. Iz Valvasorova promatranja i izučavanja nastao je i dulji spis u četvrtom poglavlju "Slave Vojvodine Kranjske". Proučavanje jezera Valvasoru je donijelo i jedino priznanje u životu: Godine 1687. izabran je za člana Kraljevskoga društva (Royal Society) u Londonu, a njegov je spis objavljen i u dvama stranim znanstvenim zbornicima.

### Slava Vojvodine Kranjske
Slava Vojvodine Kranjske (njem. Die Ehre dess Hertzogthums Crain) predstavlja vrhunac njegova djelovanja. Djelo je izašlo u Nürnbergu 1689. godine. Sa suradnicima, Valvasor je sakupljao podatke koji su danas neprocjenjiv izvor za prikaz života prostora današnje Slovenije koncem 17. stoljeća. Djelo je vrlo opsežno: sadrži 15 poglavlja i ima 3532 stranice. Opremljeno je brojnim crtežima, što ih je nacrtao sam Valvasor koji je na svako svoje putovanje nosio knjigu za skiciranje i olovku. U 11. knjizi opisao je i tadašnjih 300 najznamenitijih gradova, utvrda i samostana. Također se u njoj nalazi zapisi o istarskom vampiru Juri Grandu iz Kringe. Premda je knjiga postala prava uspješnica, Valvasoru nije donijela zarade.

### Nacrt tunela pod Ljubeljom
Tunel ispod vrha prijevoja Ljubelj, koji je otvoren 1575., jedan je od prvih gorskih tunela u Europi i bio je u uporabi sve do 1728., kad je sasvim otkopan, a u usjeku je proširena cesta.
Valvasor je bio svjestan važnosti te prometne veze Kranjske s drugim sjevernim zemljama, koja je zimi, zbog obilja snijega, bila prekinuta. Upravo je zbog toga vjerojatno izradio nacrt o gradnji tunela. Koliko je bio ispred vremena pokazuje i činjenica da je današnji tunel otvoren tek 1964.

### Suradnici
Valvasoru je "Jedan od glavnih suradnika bio Pavao Ritter-Vitezović, još jedan znameniti erudit ovih prostora, koji je novostečena znanja tijekom boravka u Bogenšperku donio sa sobom u Zagreb. On je i jedan od suradnika na Valvasorovim vjerojatno najznačajnijim djelima Topographia ducatus Carnioliae modernae (1679.) i Die Ehre des Hertzogthums Crain Slava vojvodine Kranjske(1689.). ........Oba naslova mogu se naći u Zbirci rukopisa i starih knjiga Nacionalne i sveučilišne knjižnice u Zagrebu."

## Djela
- Dominicæ passionis icones, 1679., pretisak 1970.
- Topographia arcium Labergianarum id est arces, castella et dominia in Carniolia habita possident comites a Lamberg; Bagenspergi (Bogenšperg), 1679., pretisak 1995.
- Topographia Archiducatus Carinthiæ antiquæ & morenæ completa: Das ist Vollkommene und gründliche Land - Beschreibung des berühmten Erzherzogtums Kärndten; Nürnberg 1688.
- Opus insignium armorumque...; (1687. – 1688.)
- Die Ehre dess Hertzogthums Crain: das ist, Wahre, gründliche, und recht eigendliche Belegen- und Beschaffenheit dieses Römisch-Keyserlichen herrlichen Erblandes; Laybach (Ljubljana) 1689.

## Vanjske poveznice
Mrežna mjesta
- Valvasor, Janez Vajkard, baron, Slovenski biografski leksikon, www.slovenska-biografija.si (slov.)
- www.valvasor.org  Arhivirana inačica izvorne stranice od 5. studenoga 2013. (Wayback Machine), stranice posvećene Valvasorovom životu i djelu (engl.)
- Valvasor, www.ljudmila.org (slov.)
- Dvorac Bogenšperg (slov.)
- http://nsk.hr/blog/johann-weichard-valvasor-iconotheca-valvasoriana/  Arhivirana inačica izvorne stranice od 12. lipnja 2017. (Wayback Machine)